# Caridina spathulirostris
Caridina spathulirostris е вид десетоного от семейство Atyidae. Видът е почти застрашен от изчезване.

## Разпространение и местообитание
Разпространен е в Мавриций.
Обитава сладководни басейни и потоци.